# Satyrus maga
Satyrus maga är en fjärilsart som beskrevs av Hans Fruhstorfer 1909. Satyrus maga ingår i släktet Satyrus och familjen praktfjärilar. Inga underarter finns listade.